# カール・ワイデル・レイモン
カール・ワイデル・レイモン（Carl Weidl-Raymon, 1894年3月28日 - 1987年12月1日）は、オーストリア＝ハンガリー帝国出身の食肉職人（マイスター）。第二次世界大戦前から北海道函館市で、ドイツ伝統のハム・ソーセージの製造を長年行った。「胃袋の宣教師」と呼ばれた。

## 略歴

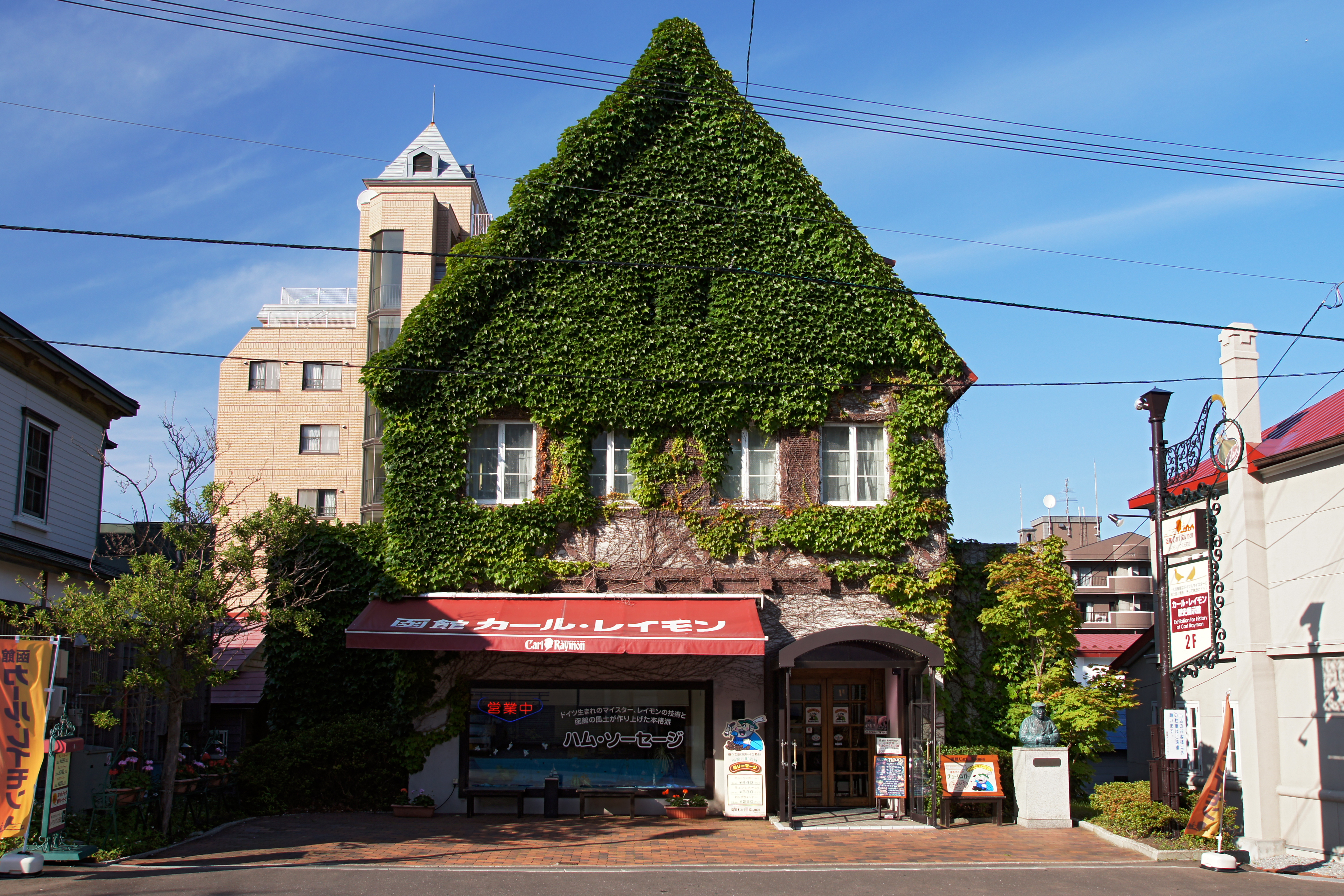
レイモン工場跡。現在は店舗。2階に展示室がある。

オーストリア＝ハンガリー帝国のカルルスバード（現在のチェコのカルロヴィ・ヴァリ）に、食肉加工職人の家庭に生まれる。その後14歳で家業を継ぎ、ドイツ、アメリカ、フランス、スペイン、ノルウェーなどで修行する。1919年、アメリカからヨーロッパへの帰国途中に日本に立ち寄り、函館で勝田コウと出会い、3年後カルルスバードで結婚。2年の故郷での生活を経て、1924年に再び函館に戻りハム・ソーセージの店と工場を開業する。
開業当初、日本人にハムやソーセージなどを食べる習慣があまりなかったため店は繁盛しなかったが、精力的に製造を続けるカール・レイモンの評判が広まり、また函館に寄港したドイツ軍艦から大量受注したことで資金繰りが好転し、3000坪の工場を開設する。1935年には長女フランチェスカが誕生する。
第二次世界大戦中は、日本政府から迫害を受け操業を停止せざるを得なくなったが、戦後ハム・ソーセージの製造を再開。
1974年、西ドイツ大統領グスタフ・ハイネマンから功労勲章十字章を受章。
1979年、財団法人サントリー文化財団から第1回地域文化賞優秀賞を受賞。
1983年、株式会社函館カール・レイモン（現・日本ハム北海道ファクトリー株式会社函館カール・レイモン工場）がハム・ソーセージ製造を継承。カール・レイモンは第一線から退く。
1985年、北海道新聞文化賞（産業経済賞）を受賞。同年、横路孝弘北海道知事から産業貢献賞を受賞。
1986年、勲五等双光旭日章を受章。
1987年12月1日、一過性脳梗塞で死去。93歳。カール・レイモンの作り上げたハム・ソーセージの製法は弟子である福田俊生（函館カール・レイモン前社長）と島倉情憲（函館カール・レイモン元社長）に引き継がれ、同社で製造が続けられている。

## 汎ヨーロッパ主義との関わり
故郷カルルスバードへと帰郷していた1920年代はじめ、レイモンは欧州統合を志向する汎ヨーロッパ主義運動に傾倒した。その際にレイモンは、汎ヨーロッパ主義運動の象徴として、函館の空に輝く北極星をあしらった旗を考案した。レイモンは当時汎ヨーロッパ主義運動に店の売り上げを投入したものの、賛同者は現れることはなかった。
この当時に考案した旗は青地に大きな黄色い星一つという、現在の欧州旗に近いデザインであり、戦前は相手にされなかったものの、戦後になって1955 年にストラスブールの欧州評議会事務局から、彼のアイディアを採用して青の地に金の星をあしらった欧州旗を作るという手紙が届いたという。この手紙の写真は、函館市のカール・レイモン歴史展示館に展示されている。
ただし、レイモンの考案した旗そのものは、1830年代に存在したテキサス共和国の国旗や、コンゴ自由国・ベルギー領コンゴに使われていた国旗に似ているとの理由で退けられている。